# Ruta 79 (Uruguay)
La ruta N.º 79 es una carretera de Uruguay. Su trazado se extiende completamente por el departamento de San José.

## Características

#### Trazado
Su trazado se extiende completamente en la zona sureste del departamento de San José. Se distinguen dos tramos. El primero de ellos teniendo su extremo sur en el Paso Belastiquí, sobre el río Santa Lucía, se dirige hacia el norte de forma paralela al río, hasta la altura del km 78.850 de la ruta 11, junto a la localidad de Pueblo Nuevo. Este tramo va desde el km 68 al km 79. El segundo tramo comienza en la ruta 11, a la altura de su km 80.500, y se dirige al norte, pasando junto a la localidad de Ituzaingó, luego cruza la ruta 78 y continúa hacia el noroeste hasta la zona conocida como Azotea Rodríguez. Este segundo tramo comprende desde el km 80.500 hasta el 93.300.

#### Jurisdicción
Desde 1994, por resolución 50/994 del Poder Ejecutivo el tramo comprendido entre Paso Belastiquí y ruta 11 y el tramo que va desde el empalme con ruta 78 hasta Azotea Rodríguez, fueron desafectadas de la jurisdicción nacional, pasando su administración y mantenimiento desde la Dirección Nacional de Vialidad a la Intendencia departamental de San José.
De acuerdo a la normativa de codificación de caminería rural departamental, los trayectos bajo jurisdicción departamental corresponden a los caminos UYSJ0291, para el primer tramo y UYSJ0297 para el restante tramo.

#### Designación
Por Ley 16852 del Poder Legislativo, del 1 de julio de 1997, el tramo comprendido entre la ruta 11 y la ruta 78 fue designado con el nombre de Alejandro Zorrilla de San Martín Llamas.

## Hoja de ruta
Puntos destacados según el kilometraje:
Tramo Paso Belastiquí-Ruta 11
- km 068.000: Extremo sur, Paso Belastiquí (río Santa Lucía).
- km 078.650: Pueblo Nuevo.
- km 079.000: Extremo norte: empalme con ruta 11,
  - al este: a Santa Lucía, Canelones, ruta 5 y Atlántida.
  - al oeste: a Capurro, San José, ruta 3 y ruta 1.

Tramo Ruta 11-Azotea Rodríguez
- km 080.500: Extremo sur: empalme con ruta 11.
  - al este: a Santa Lucía, Canelones, ruta 5 y Atlántida.
  - al oeste: a Capurro, San José, ruta 3 y ruta 1.
- km 081.000: Acceso a Colonia Santín Carlos Rossi.
- km 082.150: Acceso a Escuela Martirené.
- km 082.700 al 083.300: Pueblo Ituzaingó.
- km 083.300: Cruce con línea de Ferrocarril a San José.
- km 084.650: Empalme con ruta 78:
  - al este: a 25 de Agosto y ruta 77.
  - al oeste: a Capurro y ruta 11.
- Continúa como camino departamental hasta km 093.300